# 卡萨德拉塞尔瓦
卡萨德拉塞尔瓦，是西班牙加泰罗尼亚赫罗纳省的一个市镇。总面积46平方公里，总人口7712人（2001年），人口密度168人/平方公里。